# دودلي ديكرسون
دودلي ديكرسون (بالإنجليزية: Dudley Dickerson)‏ هو ممثل أمريكي، ولد في 27 نوفمبر 1906 في أوكلاهوما في الولايات المتحدة، وتوفي في 23 سبتمبر 1968 في لينووود في الولايات المتحدة.

## وصلات خارجية
- دودلي ديكرسون على موقع IMDb (الإنجليزية)
- دودلي ديكرسون على موقع ألو سيني (الفرنسية)
- دودلي ديكرسون على موقع أول موفي (الإنجليزية)
- دودلي ديكرسون على موقع قاعدة بيانات الأفلام السويدية (السويدية)
- دودلي ديكرسون على موقع قاعدة بيانات الفيلم (الإنجليزية)
- دودلي ديكرسون على موقع كينوبويسك (الروسية)